# Tim McIntire
Tim McIntire (19 de julio de 1944 - 15 de abril de 1986) fue un actor cinematográfico y televisivo de nacionalidad estadounidense, conocido principalmente por su interpretación del disc jockey Alan Freed en el film American Hot Wax (1978). Además, encarnó al cantante de country George Jones en el telefilm de 1981 Stand By Your Man, basado en la autobiografía de su pareja, la también cantante Tammy Wynette.

## Biografía
Nacido en Los Ángeles, California, McIntire fue coprotagonista del episodio piloto de 1968 Justice For All, que daría lugar a la serie All in the Family, en la cual su personaje fue interpretado por Rob Reiner.
McIntire también trabajó en The Sterile Cuckoo (1969), Locos al volante (1976), La patrulla de los inmorales (1977), Brubaker (1980) y Sacred Ground (1983). También tuvo un papel en Shenandoah (1965), encarnando a uno de los hijos de James Stewart. Ese mismo año trabajó en la serie western de Christopher Jones para la ABC The Legend of Jesse James.
En su faceta de músico, McIntire compuso para la banda sonora de filmes como Las aventuras de Jeremiah Johnson (1972) y Un muchacho y su perro (1975), dando en esta última voz al perro del título. Además, McIntire también hizo trabajo como actor de voz para diversos comerciales televisivos y radiofónicos en Los Ángeles. 
Junto a seis músicos de estudio, McIntire formó una banda llamada Funzone, que lanzó un álbum del mismo nombre en 1977. McIntire aparecía como cantante, guitarrista y violín. Tras desaparecer el sello discográfico que la producía, la banda se disolvió, dedicándose McIntire a partir de entonces a las bandas musicales.
McIntire era hijo de los actores John McIntire (1907–1991), conocido por su trabajo en las series Wagon Train y El virginiano, y Jeanette Nolan (1911–1998), protagonista de más de trescientas actuaciones televisivas y nominada a cuatro Premios Emmy. Tim McIntire, John McIntire, y Jeanette Nolan actuaron juntos en un episodio de El fugitivo titulado "Ill Wind," emitido el 8 de marzo de 1966.
Tim McIntire tuvo grandes problemas con el alcohol y las drogas, algo que, combinado con su gran complexión, contribuyó a que falleciera a los 41 años de edad en Los Ángeles, California, a causa de una insuficiencia cardíaca. Fue enterrado en el Cementerio Tobacco Valley de Eureka (Montana).